# Cserteg István
Cserteg István (Tarján, 1962. október 20.–) Kulturális, ifjúságszakmai és tehetséggondozó szakember, író-szerkesztő, színpadi rendező, filmes kutató, rádiós műsorvezető.

## Életpálya
A Tatabányai ifjúsági klubokban indult pályája. Tatabányán az AIK-Alkotó Ifjúsági Klub (1984-87), Beatles klub (1986-87), Lord együttes Országos Klubhálózat felelőse (1986-91).
A Peron Music Egyesület alapítója 1990-ben, majd a Peron Music Alapítvány létrehozásában vállalt felelős beosztást 1993-ban. A tehetséggondozó terület felzárkóztatása a Kárpát-medencében szintén kihívás volt számára. Sok ezer fiatal táboroztatása, fejlesztése tartozik a Peron Music névhez. A Peron Music Tehetségkutató Tatabánya létrehozása 1993-ban, a Székelyföldi Peron Music Tehetségkutató létrehozása 2012-ben, a Vajdasági Tehetségkutató létrehozása fűzhető nevéhez. Veszprém megyében az Élő-Zene Egyesülettel, Új Nemzedékkel partnerségben az Élő-Zene Tehetségkutató létrehozása 2017-ben. Kárpátalján 2020-ban indul el a Peron Music Tehetségkutató sorozat.
1994 és 2010 között a tatabányai Radír majd Forrás Rádió műsor-vezetője volt, ahol a feltörekvő könnyűzenei együttesek adásba kerülését támogatta műsoraival.
A Vértes Agorája munkatársa Tatabányán (2012-2016). Tatabánya Megyei Jogú Város patinás intézményének munkatársaként a térségi feladatellátás felelőse, közösségfejlesztő. A fiatalokkal való foglalkozás, a tehetség terület, és az értékfeltárás területén szerzett rendkívüli tapasztalatokat, indított új kezdeményezéseket. 2012-2016 között jelentős szerepet vállalt a tatabányai Vértes Agorája megszületésében, beüzemelésében, majd a térségi kulturális feladatokkal bízzák meg.
A fiatalokkal, közösségekkel való foglalkozás 2016-tól az Új Nemzedék, majd az Erzsébet Ifjúsági Alap Komárom-Esztergom megyei ifjúságszakmai koordinátoraként végzi. Henczer Éva kolléganőjével a partnerség, együttműködés legjobb projektjeit hozza létre. Jó gyakorlatokat gyűjtenek, egyedi rendezvényeket hoznak létre, pályaorientációs és rendhagyó órákat tartanak. Tehetségválasztó és mobilitás programok támogatják a kistelepülések fiataljait.

## A Lord együttes országos levelező klubjának vezetője
A Lord együttes 1986-91 között Lord Országos Levelező Klubot működtetett. Ennek vezetését Seres Éva és Cserteg István vállalta Tatabányán. A levelező klub zenekari információkkal látta el a Kárpát-medence Lord rajongóit. Ezen kívül rendszeresen Lord újságot adott ki, illetve Balatonvilágoson Lord rajongói tábort szervezett a hét magyar klub együttműködésében.

## Filmes kutatások, előadások, filmklubok
Filmes kutatásait 2014-ben kezdte meg Komárom-Esztergom megyében. A kutatás célja, hogy a kulturális örökségben helyet kapjon a megyében forgatott valamennyi hazai és külföldi film. A filmek címe, rendezője, forgatás éve és helyszíne kerül adatszerűen a kutatásba. Az 1917-ben Tatán kezdődő filmtörténetben a megye 76 településéből több, mint 40-ben volt filmforgatás és több, mint 200 film született. Filmtörténeti előadásokat és filmklubokat (Gyermely, Bábolna, Tatabánya) is szervezett partnereivel Komárom-Esztergom megyében. A legjobb Komárom-Esztergom megyében készült 12 film listájának elkészítésére 22 filmes szakembert kér fel 2020-ban.

## Út menti keresztek gyűjtése Magyarországon
Az út menti keresztek gyűjtésének ötlete Cserteg István és Fehér Péter ötlete alapján kezdődött Magyarországon. A tatabányai Vértes Agorája szakembereinek ötletét a Nemzeti Művelődési Intézet és A Vértes Agorája értékfeltáró mintaprojektjeként 2016-ban tették országos programmá. A projekt feltérképezte a Magyarországon található út menti kereszteket, vallásos jelképeket.

## Közösségfejlesztés folyamatainak támogatása
A fiatalok közösségfejlesztésének támogatása egész pályafutását jellemzi. Hitvallása szerint kiemelten fontos, hogy a fiatalok a társadalomban megtalálják helyüket, alkotási folyamataikat, közösségeiket. Kiemelt csoportjai voltak: Alkotó Ifjúsági Klub (1984-87), Lord együttes Országos Levelező Klub (1986-91), TAZ-mánia – tatabánya zenészek összefogó rendszere (1995-2015), A Vértes Agorája Flashmob csoport (2013-2015).

## Éjszakai kerekezés az Által-ér mentén
Az Által-ér menti kerékpárút 2013-ban készült el. Cserteg István, Csalai Judit és Henczer Éva szervezésében indult el 2017-ben az éjszakai kerekezés. Azóta minden augusztus utolsó hétvégéjén kerékpározók tömege teszi meg a Tatabánya-Vértesszőlős-Tata- Tatabánya útvonalat 25 km-t megtéve, nagyszerű hangulatban.

## ZeneMánia Tábor, Tata, Peron Tehetségközpont
A tatai Peron Tehetségközpont 2019-ben nyitja meg kapuit. Cserteg István Ruska Péterrel közösen vezeti a jövő fiatal zenészeit fejlesztő zenei táborokat nagy sikerrel. A Peron Music Alapítvány és a Peron Tehetségközpont fejlesztő munkájában nyaranta 25 fő vehet részt. A tehetségközpont táborai minden év augusztusában fogadja a könnyűzenei tehetségeket.

## Megjelent kiadványok, könyvek
- 120 Komárom-Esztergom megyei film (2016)
- 100 Komárom-Esztergom megyei film (2015)
- Agora Térség-térségi feladatellátás – kézikönyv (2015)
- Peron Music 20+2 (2015)
- Peron Music 20 (2013)
- Fiatal Utazók Klubja (2011)
- Zene az életünk (2009)
- Komárom- Esztergom Megyei Rocklegendák Könyv (1998)
- Company Rock Sztori (1994)

## Kiemelt publikációk
- Tatai Helytörténeti Egyesület: Szelet Tata:  2015. 100film, 100 év 27 település
- Tatabányai Múzeum évkönyv 2016: Komárom-Esztergom megyében forgatott filmek és helyszínek
- Tatai Patrióta 2016/2 – Százhúszra nőtt a Komárom-Esztergom megyében forgatott filmek listája
- József Attila Megyei és Városi könyvtár évkönyv 2020
- Tatai Patrióta 2020/2 – Deésy Alfréd és Tata

## Színpadi rendezések
- Kurt Cobain emlékkoncert – Tatabánya, A Vértes Agorája, 2014
- John Lennon emlékkoncert- Tatabánya, A Vértes Agorája, 2015
- Freddie Mercury emlékkoncert – Tatabánya, A Vértes Agorája, 2016
- Elvis Presley emlékkoncert – Tatabánya, A Vértes Agorája, 2017
- Michael Jackson emlékkoncert – Tatabánya, A Vértes Agorája, 2018

## Díjak
2012. január 22-én Tatabánya Kultúrájáért díj.